# Хроника одного убийства
«Хроника одного убийства» (нем. Chronik eines Mordes) — фильм 1965 года производства ГДР режиссёра Йоахима Хаслера по мотивам пьесы «Руфь», являющейся инсценировкой одной из сюжетных линий романа «Ученики Иисуса» Леонгарда Франка.

## Сюжет
Привлекательная молодая женщина убивает бизнесмена Цвишенцаля только что избранного на пост бургомистра одного из городов Западной Германии.
Из серии воспоминаний устанавливается, что эту женщину зовут Руфь Боденхайм и что она еврейка.
Во время войны её родителей отправили в концлагерь, где они погибли, а её 17-летнюю нацисты увезли в бордель для немецких офицеров в Варшаве.
Руфь знает, что эсэсовцевы тогда в городе действовали по приказу майора Цвишенцаля, убеждённого нациста ответственного за депортацию евреев.
В конце войны Цвишенцаль попал в плен к американцам, но какие-то силы освободили его. Рут тогда ещё хотела найти его, но он уехал в США.
Спустя десять лет Цвишенцаль — состоятельный западно-германский бизнесмен, приезжает в ФРГ и выдвигается на пост бургомистра.
Рут пыталась изобличить его как военного преступника, но собранные ею документы никто не хотел даже смотреть, власти предлагали ей забыть о прошлом.
С ней пытались уладить проблемы помощью денег, даже несмотря на её отказ, назначив ей компенсацию и повышенное пособие как жертве войны.
Даже теперь — после убийства, люди, стоящие у власти в Западной Германии, и ранее связанные с Цвишенцалем, стараются избежать суда над Рут, боясь неприятных для них разоблачений. Они предлагают ей скрыться. Муж Рут, Мартин, только что получивший повышение, также уговаривает её избежать суда, иначе осуждённая жена будет означать конец его карьеры.
Но Руфь непреклонна. Она готова нести наказание за убийство — настаивает на судебном разбирательстве, которое раскроет то, что произошло.
В прокуроре Хоффманне она кажется находит понимание, но все ещё есть влиятельные силы, которые хотят похоронить эту историю.

Эта женщина, сознавая бесполезность своих апелляций к западно-германскому суду, который отказался покарать человека, повинного в смерти ее родителей и десятков других людей в период фашизма, взяла на себя миссию судить и карать. Когда в самом начале картины она стреляет в бывшего бывшего гитреровца господина Цвишенцаля, только что избранного на пост бургомистра одного из западногерманских городов, то это следует расценить не просто как акт одной человеческой воли, а как историческое возмездие.— Телевидение и радиовещание, 1969 год

## В ролях
- Ангелика Домрёзе — Руфь Боденхайм
- Ульрих Тайн — Мартин, муж Руфь, доктор
- Иржи Врштяла — Гофман, прокурор
- Богумил Шмида — Шойре
- Зигфрид Вайс — Рутхольц
- Мартин Флёрхингер Цвишенцаль
- Вилли Швабе — Лион Боденхайм
- Антье Руге — Эстер Боденхайм
- Арно Выцневский — Давид Боденхайм
- Норберт Кристиан — Давид, маленький
- Моника Леннартц — Йоханна
- Хельмут Шрайбер — Либан, капитан
- Штефан Лизевский — Стив
- Гизела Граупнер — 'санитарка
- Ганс Клеринг — директор

## Критика
Экстремальная история. Определённо. Но в ней есть что-то симптоматичное. В 1946 году Вольфганг Штаудте смог завершить свой фильм «Убийцы среди нас» надеждой на судебную справедливость, теперь эта надежда уже превратилась в аллегорию.— газета «Neuen Zeit», 1965 год 

Фильм «Хроника одного убийства» можно определить как политический детектив, поскольку здесь разоблачаются закулисные аферы капиталистических дельцов и «отцов города».— Кино и зритель, 1968 год

Фильм представляет собой стилистически непоследовательный, но смелый взгляд на фашистское прошлое и настоящее Западной Германии в рамках криминальной истории.— Lexikon des internationalen Films

## Прокат в СССР
Фильм дублирован на Киностудии имени М. Горького в 1965 году. В кинопрокате СССР с 13 декабря 1965 года, фильм посмотрели в 11 400 000 зрителей.

## Рецензии
- Игнатьева Н. — «Хроника одного убийства» (Худож. фильм ГДР) // Искусство кино, 1966, № 2, с. 110—111.